# Psychotria simmondsiana
Psychotria simmondsiana är en måreväxtart som beskrevs av Frederick Manson Bailey. Psychotria simmondsiana ingår i släktet Psychotria och familjen måreväxter. Inga underarter finns listade i Catalogue of Life.